# Audioscrobbler
Audioscrobbler war ein internetbasierter Netzwerkdienst, bei dem man sich nach kostenloser Registrierung sein individuelles Musikprofil erstellen lassen konnte. Nach der Fusion im Jahr 2005 sind die Funktionen bei Last.fm integriert. 
Audioscrobbler registrierte alle abgespielten Stücke eines Benutzers via einer Erweiterung in dessen Musikabspielprogramm. So konnte Audioscrobbler dem Benutzer andere Benutzergruppen empfehlen, die seinem Musikgeschmack nahe kamen. Weiterhin war es möglich, über die Audioscrobbler-Website Benutzer zu suchen, die einen ähnlichen Musikgeschmack wie man selbst haben und sich mit ihnen auszutauschen.
Für viele Musikabspielprogramme wie zum Beispiel Winamp, iTunes oder foobar2000 existierten Erweiterungen, um den Dienst bequem nutzen zu können, manche Programme wie zum Beispiel Amarok unterstützten Audioscrobbler von Haus aus. Amarok benutzte Audioscrobbler auch dazu, den Benutzern andere Künstler und Stücke zu empfehlen.
Am 9. August 2005 fusionierte Audioscrobbler mit Last.fm, deren Dienst es dem Benutzer ermöglicht ein Radioprogramm zu hören, das entweder die Lieder spielt, die der Benutzer mit seinem Abspielprogramm gehört hat (nützlich z. B. wenn dieser seine Audiodaten nicht zur Verfügung hat) oder Lieder, die Benutzer mit einem ähnlichen Musikgeschmack hören. 